# Paratypothorax
Paratypothorax (лат.) — род ископаемых архозавров из подотряда этозавров, включающий единственный вид Paratypothorax andressorum, который считается предшественником черепах. Один из древнейших архозавров. Растительноядные этозавры с мощным панцирем были весьма похожи на четвероногих птицетазовых.
Обнаруженная в Нью-Мексико окаменелость рептилии возрастом 210 миллионов лет раскрыла биологам секрет происхождения панциря черепахи.
По словам Уолтера Джойса (Walter Joyce), палеонтолога Музея естествознания Пибоди (Peabody Museum of Natural History), черепахи произошли от животных, чем-то похожих на современных броненосцев.
Первую часть скелета древней рептилии (фрагмент шейных позвонков) обнаружил его соавтор по статье в журнале Proceedings of the Royal Society B — Спенсер Лукас (Spencer Lucas) из Музея естествознания и науки Нью-Мексико (New Mexico Museum of Natural History and Science). Это произошло более десяти лет назад, но тогда точно установить происхождение находки было невозможно. И только недавно дальнейшая эрозия почвы открыла учёным скелет Chinlechelys tenertesta из формации Чинле (Chinle Formation), где был найден скелет.
Найденыш представляла собой животное длиной около 30 сантиметров, с защитным панцирем всего лишь миллиметровой толщины (тончайшим из найденных). Кроме того, палеонтологи выяснили, что рёбра рептилии не были единым целым с карапаксом (так называют спинной щит панциря современных черепах).